# Ricky (fumetto)
Riccardo Bravo detto Ricky è un personaggio immaginario dei fumetti creato da Giuliano Longhi (pseudonimo di Luciano Giacotto) e disegnato prima da Ruggero Giovannini e poi da Gaspare Cassaro protagonista di una omonima serie di storie a fumetti pubblicate in Italia sul Giornalino fino al 1995. Esordì nel n. 39 del 1º ottobre 1978.

## Personaggio
Ricky, vero nome Riccardo Bravo, è un giornalista freelance e appassionato motociclista. La motocicletta è una delle sue caratteristiche principali. Si sposta infatti sempre in moto e spesso riesce ad avere la meglio sull'avversario di turno proprio grazie alla sua abilità come motociclista.
L'attività giornalistica di Ricky rimane generalmente in secondo piano. Ad esempio scene di redazione sono piuttosto rare e ancora più raramente si vede Ricky alle prese con la scrittura un articolo di giornale. Il suo essere giornalista sembra più essere un pretesto per portarlo in contatto con persone e luoghi dai quali si possa poi sviluppare una qualche avventura.
Nel 1990 ci fu il tentativo di inserire un nuovo personaggio, Tonto la montagna umana, simile al personaggio interpretato da Bud Spencer in molti film, tentando di farne, con Ricky, una coppia come avveniva, cinematograficamente, tra il detto attore e Terence Hill. L'esperimento non ebbe seguito.
Negli ultimi anni della serie l'aspetto avventuroso viene ancora aumentato dall'entrata in scena di un nuovo personaggio, Brugola, amico della figlia adottiva di Ricky, Mai Lai. Brugola è ancora un ragazzino ma già un genio dell'elettronica e il suo ruolo consiste nel fornire a Ricky svariati e futuristici aggeggi elettronici che lo aiutano nelle sue avventure. A volte gli accessori elettronici vengono montati sulla moto, rendendo la coppia Brugola-Ricky simile a quella Archimede Pitagorico-Paperinik.
Ricky guida inizialmente una Kawasaki da strada di colore rosso ma passa successivamente ad una Yamaha da motocross, di colore bianco.

## Comprimari
- Mai Lai, ragazzina vietnamita orfana del padre giornalista, amico di Ricky, scomparso durante la guerra, e divenuta poi figlia adottiva di quest'ultimo, che la salvó personalmente da Long Xyuen, a sud di Saigon. Vive in un collegio fuori città. All'inizio della serie è ancora una bambina piccola, ma nella seconda parte della serie, ormai diventata ragazzina, partecipa spesso attivamente alle avventure di Ricky. Ritornerá, da adulta, nello spin-off Maj Lin
- Tonto, la montagna umana. Omone buono che non riesce a controllare la sua forza.
- Brugola, amico di Mai Lai, genio dell'elettronica.
- Pasetti, collega giornalista